# Nagybajom
Nagybajom là một thành phố thuộc hạt Somogy, Hungary. Thành phố này có diện tích 108,06 km², dân số năm 2010 là 3493 người, mật độ 32 người/km².